# Senegal na Letnich Igrzyskach Olimpijskich 2008
Senegal na Letnich Igrzyskach Olimpijskich 2008 reprezentowało 12 zawodników w 7 dyscyplinach.
Był to dwunasty start reprezentacji Senegalu na letnich igrzyskach olimpijskich.

## Wyniki reprezentantów Senegalu

### Judo
Mężczyźni
| Zawodnik            | Konkurencja | Preeliminacje                  | 1/32                         | 1/16                         | Ćwierćfinał                  | Półfinał                     | Pierwsza runda repasaży      | Ćwierćfinał repasaży         | Półfinał repasaży            | Finał                        |
| Zawodnik            | Konkurencja | Przeciwnik Punkty              | Przeciwnik Punkty            | Przeciwnik Punkty            | Przeciwnik Punkty            | Przeciwnik Punkty            | Przeciwnik Punkty            | Przeciwnik Punkty            | Przeciwnik Punkty            | Przeciwnik Punkty            |
| ------------------- | ----------- | ------------------------------ | ---------------------------- | ---------------------------- | ---------------------------- | ---------------------------- | ---------------------------- | ---------------------------- | ---------------------------- | ---------------------------- |
| Deguy Bathily Diegy | +100 kg     | Daniel McCormick P 0010 / 0001 | Odpadł z dalszej rywalizacji | Odpadł z dalszej rywalizacji | Odpadł z dalszej rywalizacji | Odpadł z dalszej rywalizacji | Odpadł z dalszej rywalizacji | Odpadł z dalszej rywalizacji | Odpadł z dalszej rywalizacji | Odpadł z dalszej rywalizacji |

Kobiety
| Zawodniczka       | Konkurencja | Preeliminacje                    | 1/32                          | 1/16                          | Ćwierćfinał                   | Półfinał                      | Pierwsza runda repasaży       | Ćwierćfinał repasaży          | Półfinał repasaży             | Finał                         |
| Zawodniczka       | Konkurencja | Przeciwnik Punkty                | Przeciwnik Punkty             | Przeciwnik Punkty             | Przeciwnik Punkty             | Przeciwnik Punkty             | Przeciwnik Punkty             | Przeciwnik Punkty             | Przeciwnik Punkty             | Przeciwnik Punkty             |
| ----------------- | ----------- | -------------------------------- | ----------------------------- | ----------------------------- | ----------------------------- | ----------------------------- | ----------------------------- | ----------------------------- | ----------------------------- | ----------------------------- |
| Gisele Mendy      | 70 kg       | Annett Bohm P 1000 / 0000        | Udział w repasażach           | Udział w repasażach           | Udział w repasażach           | Nataliya Smal P 0201 / 0000   | Odpadła z dalszej rywalizacji | Odpadła z dalszej rywalizacji | Odpadła z dalszej rywalizacji | Odpadła z dalszej rywalizacji |
| Cecile Hanne      | 63 kg       | Ysis Lenis Barreto P 1012 / 0000 | Odpadła z dalszej rywalizacji | Odpadła z dalszej rywalizacji | Odpadła z dalszej rywalizacji | Odpadła z dalszej rywalizacji | Odpadła z dalszej rywalizacji | Odpadła z dalszej rywalizacji | Odpadła z dalszej rywalizacji | Odpadła z dalszej rywalizacji |
| Hortanse Diedhiou | 52 kg       |                                  | Soraya Haddad P 0010 / 0001   | Udział w repasażach           | Udział w repasażach           | Marie Muller P 1001 / 0001    | Odpadła z dalszej rywalizacji | Odpadła z dalszej rywalizacji | Odpadła z dalszej rywalizacji | Odpadła z dalszej rywalizacji |

### Kajakarstwo
Mężczyźni
| Zawodnik         | Konkurencja | Eliminacje | Eliminacje | Półfinał                     | Półfinał                     | Finał                        | Finał                        |
| Zawodnik         | Konkurencja | Czas       | Miejsce    | Czas                         | Miejsce                      | Czas                         | Miejsce                      |
| ---------------- | ----------- | ---------- | ---------- | ---------------------------- | ---------------------------- | ---------------------------- | ---------------------------- |
| Assane Dame Fall | K-1 500m    | 1:52.215   | 26         | 2:04.633                     | 25                           | Odpadł z dalszej rywalizacji | Odpadł z dalszej rywalizacji |
| Assane Dame Fall | K-1 1000m   | 4:07.061   | 24         | Odpadł z dalszej rywalizacji | Odpadł z dalszej rywalizacji | Odpadł z dalszej rywalizacji | Odpadł z dalszej rywalizacji |

Kobiety
| Zawodniczka | Konkurencja | Eliminacje | Eliminacje | Półfinał                      | Półfinał                      | Finał                         | Finał                         |
| Zawodniczka | Konkurencja | Czas       | Miejsce    | Czas                          | Miejsce                       | Czas                          | Miejsce                       |
| ----------- | ----------- | ---------- | ---------- | ----------------------------- | ----------------------------- | ----------------------------- | ----------------------------- |
| Khathia Ba  | K-1 500m    | 2:17.740   | 25         | Odpadła z dalszej rywalizacji | Odpadła z dalszej rywalizacji | Odpadła z dalszej rywalizacji | Odpadła z dalszej rywalizacji |

### Lekkoatletyka
Mężczyźni
| Zawodnik         | Konkurencja | Eliminacje | Eliminacje | Półfinał | Półfinał | Finał                        | Miejsce |
| Zawodnik         | Konkurencja | Wynik      | Miejsce    | Wynik    | Miejsce  | Wynik                        | Miejsce |
| ---------------- | ----------- | ---------- | ---------- | -------- | -------- | ---------------------------- | ------- |
| Ndiss Kaba Badji | skok w dal  | 8,07       | 7          |          |          | 8,16                         | 6       |
| Ndiss Kaba Badji | trójskok    | -          | 38         |          |          | Odpadł z dalszej rywalizacji | 38      |

### Pływanie
Mężczyźni
| Zawodnik    | Konkurencja              | Wyścig eliminacyjny | Wyścig eliminacyjny | Półfinał                     | Półfinał                     | Finał                        | Finał   |
| Zawodnik    | Konkurencja              | Czas                | Miejsce             | Czas                         | Miejsce                      | Czas                         | Miejsce |
| ----------- | ------------------------ | ------------------- | ------------------- | ---------------------------- | ---------------------------- | ---------------------------- | ------- |
| Malick Fall | 100 m stylem grzbietowym | 1:02.51             | ?                   | Odpadł z dalszej rywalizacji | Odpadł z dalszej rywalizacji | Odpadł z dalszej rywalizacji | 48      |

Kobiety
| Zawodniczka      | Konkurencja             | Wyścig eliminacyjny | Wyścig eliminacyjny | Półfinał                      | Półfinał                      | Finał                         | Finał   |
| Zawodniczka      | Konkurencja             | Czas                | Miejsce             | Czas                          | Miejsce                       | Czas                          | Miejsce |
| ---------------- | ----------------------- | ------------------- | ------------------- | ----------------------------- | ----------------------------- | ----------------------------- | ------- |
| Binta Zahra Diop | 100 m stylem motylkowym | 1:04.26             | ?                   | Odpadła z dalszej rywalizacji | Odpadła z dalszej rywalizacji | Odpadła z dalszej rywalizacji | 47      |

### Szermierka
Mężczyźni
| Zawodnik       | Konkurencja | 1/64                  | 1/32                         | 1/16                         | Ćwierćfinał                  | Półfinał                     | Finał                        |
| Zawodnik       | Konkurencja | Przeciwnik Punkty     | Przeciwnik Punkty            | Przeciwnik Punkty            | Przeciwnik Punkty            | Przeciwnik Punkty            | Przeciwnik Punkty            |
| -------------- | ----------- | --------------------- | ---------------------------- | ---------------------------- | ---------------------------- | ---------------------------- | ---------------------------- |
| Abdulaye Thiam | szabla      | Jason Rogers P 15-10  | Odpadł z dalszej rywalizacji | Odpadł z dalszej rywalizacji | Odpadł z dalszej rywalizacji | Odpadł z dalszej rywalizacji | Odpadł z dalszej rywalizacji |
| Mamadou Keita  | szabla      | Satoshi Ogawa W 15-14 | Rareș Dumitrescu P 15-7      | Odpadł z dalszej rywalizacji | Odpadł z dalszej rywalizacji | Odpadł z dalszej rywalizacji | Odpadł z dalszej rywalizacji |

Kobiety
| Zawodniczka | Konkurencja | 1/64                        | 1/32                          | 1/16                          | Ćwierćfinał                   | Półfinał                      | Finał                         |
| Zawodniczka | Konkurencja | Przeciwnik Punkty           | Przeciwnik Punkty             | Przeciwnik Punkty             | Przeciwnik Punkty             | Przeciwnik Punkty             | Przeciwnik Punkty             |
| ----------- | ----------- | --------------------------- | ----------------------------- | ----------------------------- | ----------------------------- | ----------------------------- | ----------------------------- |
| Nafi Toure  | szabla      | Maylin Gonzalez Pozo P 15-7 | Odpadła z dalszej rywalizacji | Odpadła z dalszej rywalizacji | Odpadła z dalszej rywalizacji | Odpadła z dalszej rywalizacji | Odpadła z dalszej rywalizacji |

### Taekwondo
Kobiety
| Zawodniczka     | Konkurencja | 1/16                      | Ćwierćfinał              | Półfinał                      | Ćwierćfinał repasaży          | Półfinał repasaży             | Finał                         |
| Zawodniczka     | Konkurencja | Przeciwnik Punkty         | Przeciwnik Punkty        | Przeciwnik Punkty             | Przeciwnik Punkty             | Przeciwnik Punkty             | Przeciwnik Punkty             |
| --------------- | ----------- | ------------------------- | ------------------------ | ----------------------------- | ----------------------------- | ----------------------------- | ----------------------------- |
| Bineta Diedhiou | 49kg        | Nguyễn Thị Hoài Thu W 1-0 | Veronica Calabrese P 3-0 | Odpadła z dalszej rywalizacji | Odpadła z dalszej rywalizacji | Odpadła z dalszej rywalizacji | Odpadła z dalszej rywalizacji |

### Zapasy
Mężczyźni
| Zawodnik     | Konkurencja | Kwalifikacje           | 1/8                 | Ćwierćfinał         | Półfinał            | Pierwsza runda repasaży | Druga runda repasaży         | Finał                        |
| Zawodnik     | Konkurencja | Przeciwnik Punkty      | Przeciwnik Punkty   | Przeciwnik Punkty   | Przeciwnik Punkty   | Przeciwnik Punkty       | Przeciwnik Punkty            | Przeciwnik Punkty            |
| ------------ | ----------- | ---------------------- | ------------------- | ------------------- | ------------------- | ----------------------- | ---------------------------- | ---------------------------- |
| Adama Diatta | 55 kg       | Tomohiro Matsunaga P F | Udział w repasażach | Udział w repasażach | Udział w repasażach | Sezar Akgul P 101 / 010 | Odpadł z dalszej rywalizacji | Odpadł z dalszej rywalizacji |